# MCmicrocomputer
MCmicrocomputer byl italský časopis zaměřený na výpočetní techniku. Časopis byl vydávaný 20 let, od září 1981 do června 2001. V průběhu vydávání časopisu se v něm objevily recenze na počítače a periférie od více než sta výrobců. V časopise byly otištěny i některé aprílové žerty, např. že pozůstatky vodních staveb v Egyptě ve skutečnosti tvořili vodní počítač.
V roce 2009 byla všechna čísla časopisu naskenována a po domluvě s autory jednotlivých článků byl zdigitalitzovaný archiv postupně zpřístupněný pod licencí Creative Commons 3.0. Celá digitalizace trvala asi 600 hodin.
S časopisem byla spojena z prvních italských BBS, BBS Mclink. Časopis měl přidělené ISSN 1123-2714.